# Géraud IV d'Armagnac
Géraud IV d'Armagnac, mort en 1215, comte d'Armagnac et de Fezensac de 1193 à 1215, était fils de Bernard IV, comte d'Armagnac, de Fézensac et d'Étiennette.
En 1204, il est témoin d'un traité de paix entre son cousin Vézian II, vicomte de Lomagne, et Raymond VI, comte de Toulouse. 
Mascarose de Labarthe est parfois mentionnée comme son épouse, mais sa mère pouvant être de la même famille, il est possible que Mascarose soit l'épouse de Géraud V. De même, on lui attribue une fille, Agnès, mariée à Guitard d'Albret († 1338), vicomte de Tartas, mais c'est chronologiquement impossible, et il est plus probable qu'Agnès soit fille de Géraud VI, comte d'Armagnac. La seule certitude est qu'il n'eut pas d'enfant, et qu'il adopta Géraud V de Lomagne pour lui succéder.